# Вільям Антоні Наджент, 13-й граф Вестміт

Герб графів Вестміт.

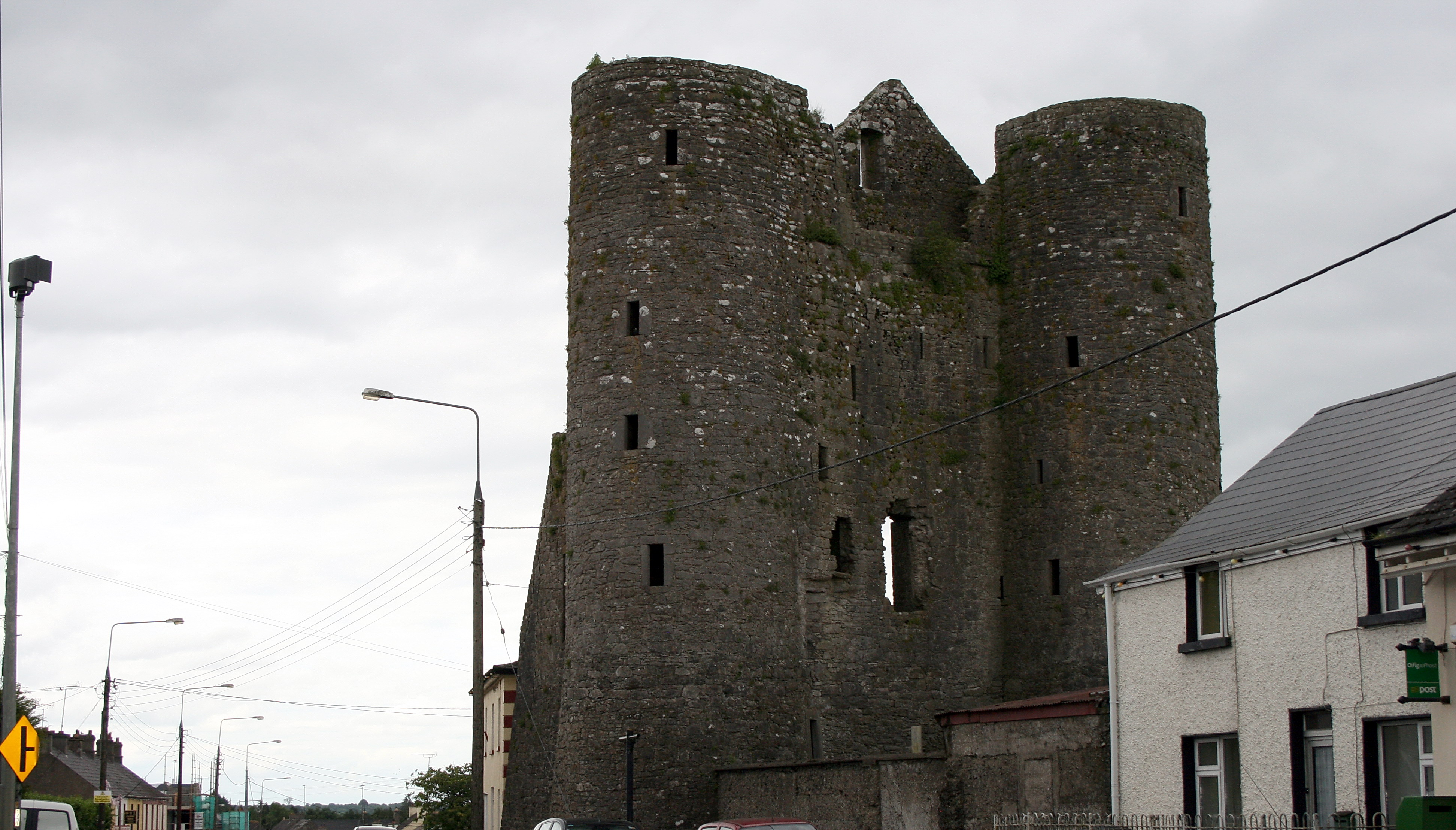
Замок Наджент.

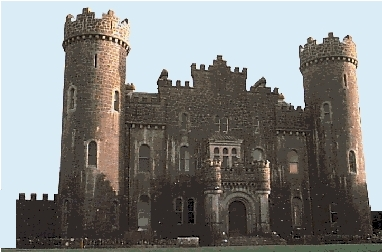
Замок Клонін (Делвін).

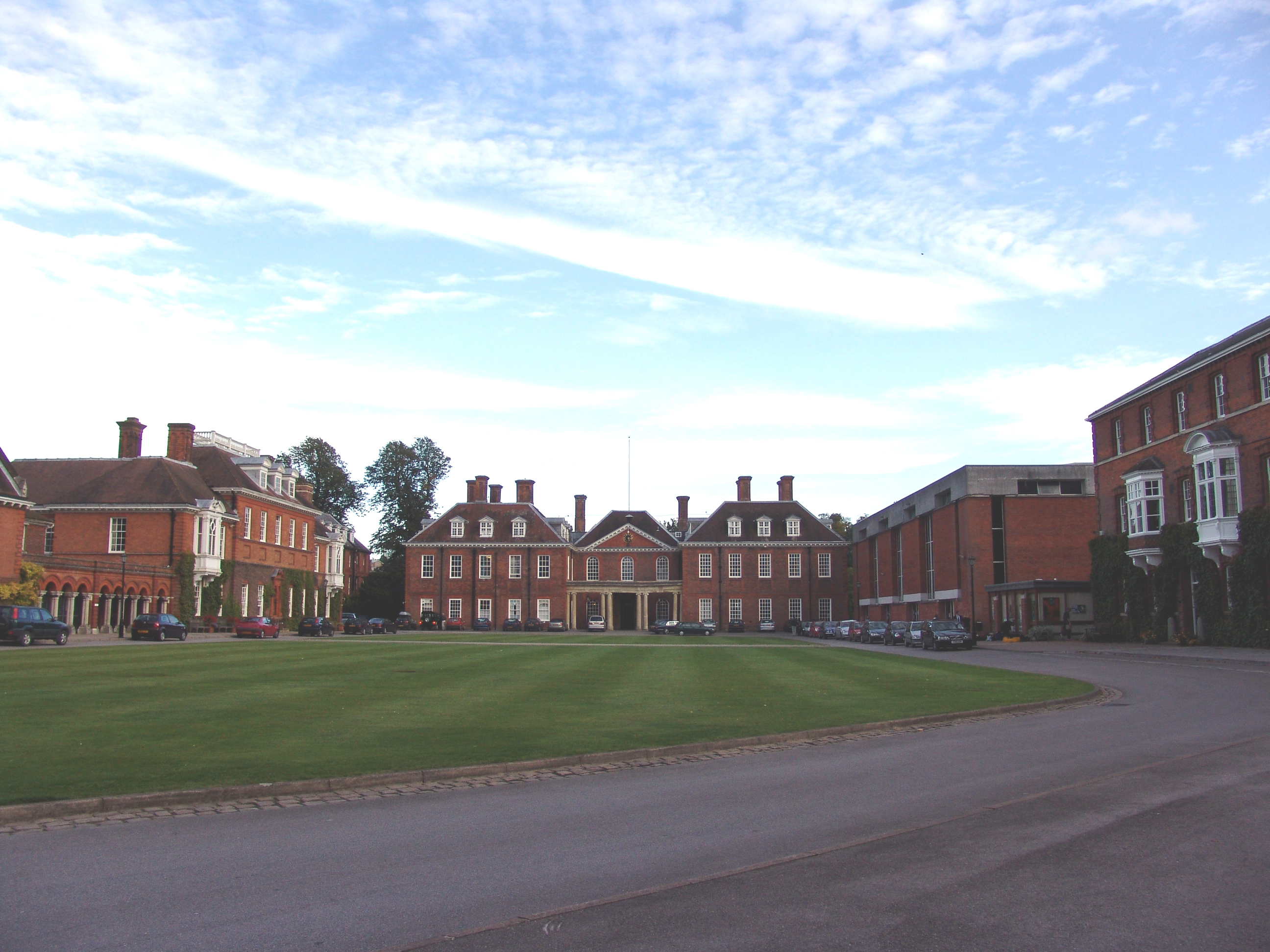
Коледж Мальборо, де вчився Вільям Ентоні Наджент.

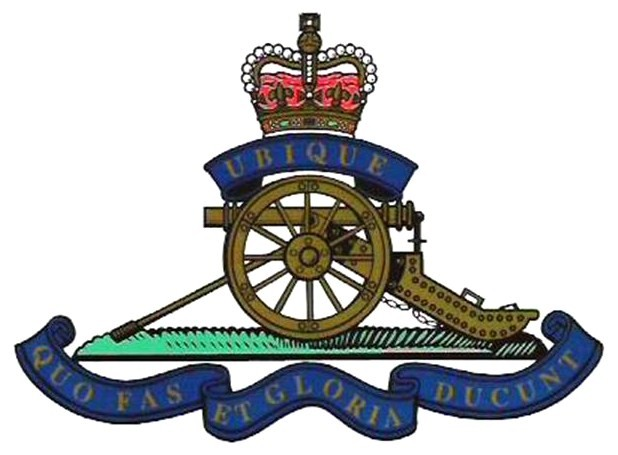
Кокарда Королівської артилерії, де служив Вільям Наджент.

Вільям Ентоні Наджент (англ. - William Anthony Nugent) (нар. 21 квітня 1928) – ХІІІ граф Вестміт, пер Ірландії, лорд Делвін, ірландський аристократ, військовий діяч, шкільний вчитель. Нині в республіці Ірландія всі аристократичні титули скасовано, тому в самій Ірландії його титул не визнається. 

## Життєпис
Вільям Ентоні Наджент народився в маєтку Флаверхілл-Хаус, що біля селища Тінаґ (графство Голвей, Ірландія). Син Гілберта Чарльза Наджента – ХІІ графа Вестміт та Доріс Імлах з Ліверпуля. Незабаром після народження Вільяма його батько продав маєток Флаверхілл-Хаус разом зі своїми родовими землями. Старші Надженти покинули Ірландію і решту життя прожили у Великій Британії. Вільям Ентоні Наджент отримав освіту в коледжі Мальборо (графство Вілтшир) та в Королівському військовому коледжі, що Сандхерсті. Служив у британській армії в полку Королівської артилерії. Дослужився до звання капітана. Звільнився зі служби в 1961 році. Потім вчителював у школі Сент-Ендрю, що в Пангборні в 1961 – 1988 роках. У 1971 році він успадкував від свого батька титул графа Вестміт. 

## Родина
Вільям Ентоні Наджент одружився з Сюзанною Маргарет Леонард з Саттон-Кортені (графство Беркшир) у 1963 році. У цьому шлюбі були діти: 
- Шон Чарльз Вестон Наджент (нар. 16 лютого 1965) – лорд Делвін
- Патрік Марк Леонард Наджент (нар. 6 квітня 1966)